# Penning (muntsoort)

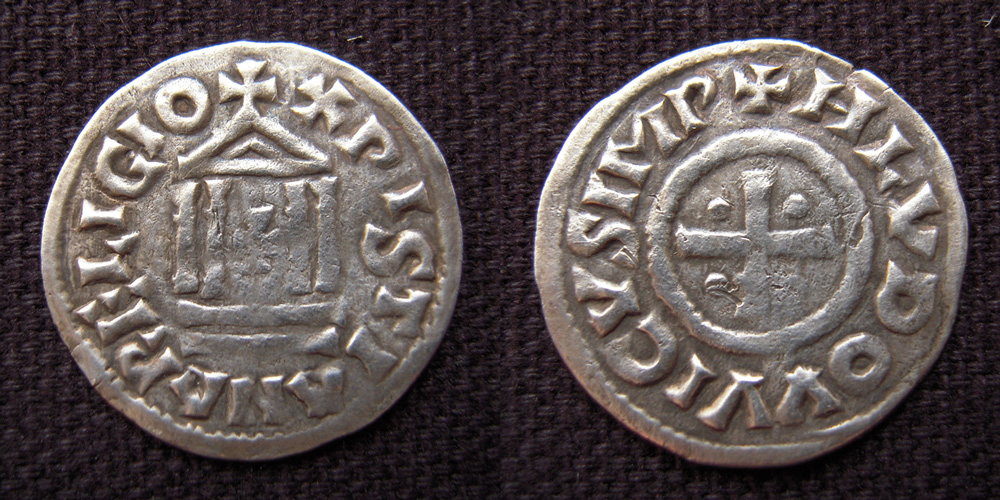
Karolingische penning of denarius, zilver, Lodewijk de Vrome, z.j. (813–840).

De penning (Latijn: denarius) is een historische munteenheid die gangbaar was in vele Europese landen vanaf de vroege middeleeuwen tot ver in de 18e eeuw. In de vroege middeleeuwen was het gedurende lange tijd zelfs de enige omloopmunt.

## Etymologie
De herkomst van het woord penning is duister, afgezien van het algemeen Germaanse achtervoegsel -ing (vergelijk schelling). Er bestaan diverse etymologieën die alle weinig bevredigend zijn. Een ontlening uit Latijn pannus "doek" lijkt vergezocht. Een oorsprong uit het Oudhoogduits Pfant "Pand" (< mlat. *pantum) wordt tegenwoordig verworpen vanwege het bestaan van een ouder Oerslavisch woord pěnęzĭ “denarius”, dat uit een Gotisch *pinniggs moet zijn ontleend, en waarin de 't' ontbreekt.

## Karolingisch muntsysteem

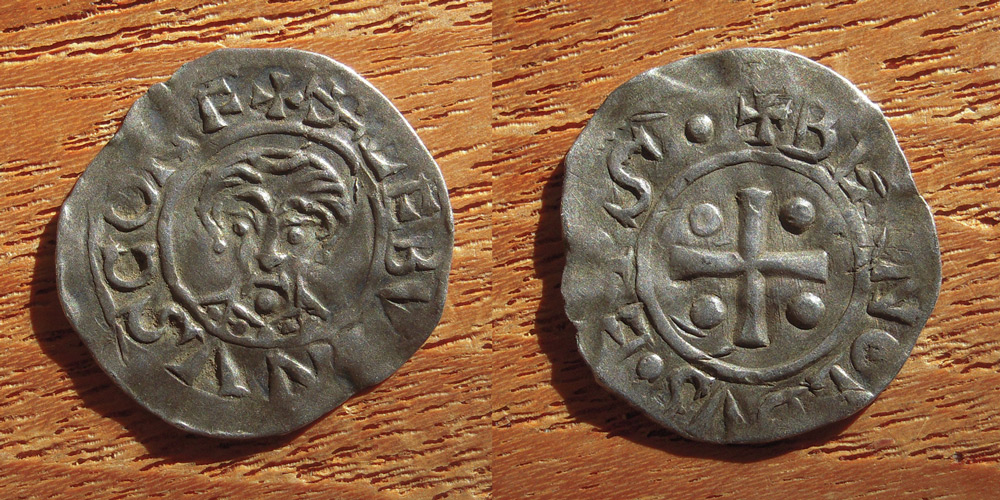
Bisdom Utrecht, bisschop Bernold, zilveren penning of denarius met portret van de Deventer stadsheilige Lebuïnus z.j. (geslagen te Deventer 1046-1054).

De zilveren penning of denarius werd als munteenheid geïntroduceerd in het midden van de achtste eeuw, onder de hofmeier Pepijn de Korte, de vader van Karel de Grote. Deze penning of denarius maakte deel uit van een nieuw Karolingisch muntsysteem gebaseerd op het pond. 1 pond was daarbij gelijk aan 20 solidi. 1 solidus – vanwege goudschaarste werd deze niet aangemunt – was op zijn beurt 12 denarii waard. De denarius, genoemd naar het antieke Romeinse zilverstuk van die naam, werd in Germaanstalige streken penning genoemd (Duits: Pfennig, Eng.: penny, Fries pinning). De slechts 1,2 gram wegende zilveren denarius of penning was de eenheidsmunt in het Frankische Rijk en de enige omloopmunt. In Engeland werd de penning nagevolgd door koning Offa van Mercia omstreeks 785. In de Lage Landen was Dorestad een van de voorname muntplaatsen in het Rijk.

## Obool
Sporadisch werd in het Karolingische Rijk de halve penning of obool aangemunt. Meestal kon men echter zonder; als men in die dagen met een halve penning wilde betalen knipte men een penning eenvoudigweg doormidden. Gehalveerde penningen duiken nog dikwijls op in bodemvondsten.

## Middeleeuwen

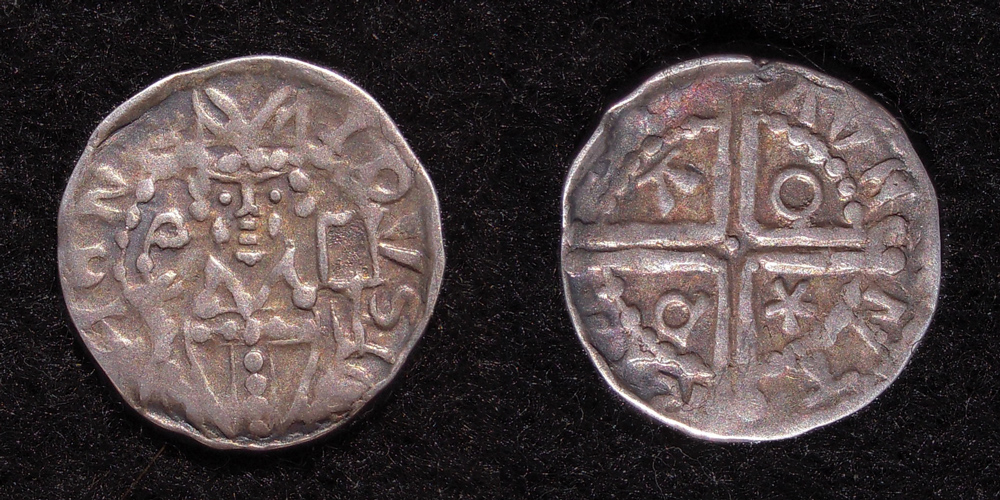
Zilveren penning of denarius van Hendrik van Vianden als bisschop van Utrecht, geslagen kort na 1250, muntplaats Deventer. De voorzijde toont een gemijterd borstbeeld van de bisschop met staf en missaal. Omschrift: HENR-ICVS. De keerzijde toont een lang kruis met */P/A/O in de kwartieren, omschrift: + D-AVE-NT-RIA.

Na het uiteenvallen van het Karolingische rijk gingen vele vorsten en steden op eigen houtje penningen slaan. Zo bleef de penning de standaardmunt, zij het dat gewichten en gehaltes uiteen begonnen te lopen. Eeuwenlang bleef de penning het enige muntstuk in omloop, een zilverstukje dat vanwege inflatie en stijging van de zilverprijs almaar kleiner werd. Pas in de loop van de 13e en 14e eeuw, toen mede dankzij de kruistochten en verbeterde mijnbouwtechnieken meer edelmetaal beschikbaar kwam, doken veelvouden van de penning op zoals de zilveren groot van 8 penningen en de dubbele groot of stuiver van 16 penningen. Vanaf toen raakte de penning vanwege de geringe waarde in onbruik als fysieke munt.

## 17e eeuw en daarna
Begin 17e eeuw verscheen in de Noordelijke Nederlanden de penning nog een enkele maal als fysieke munt: een klein koperstukje ter waarde van een halve duit of 1/16 stuiver. Daarna werd de penning een rekeneenheid die nog tot ver in de 18e eeuw gangbaar bleef en zelfs nog voorkwam in de eerste Muntwet van het Koninkrijk der Nederlanden van 1816: 1 gulden = 20 stuivers = 320 penningen. In andere Europese landen zijn de volgende op de penning gebaseerde munteenheden in omloop geweest:
- Bosnië en Herzegovina: fening (1995–heden)
- Duitsland: Pfennig (van de middeleeuwen tot 2002)
- Finland: penni (1860-2002)
- Polen: fenig (1917–1918)
- Verenigd Koninkrijk: (new) penny (785–heden)
- Zweden: penning (950–1777)

## Spraakgebruik
De penning leeft nog voort in woorden als erepenning, rekenpenning, hondenpenning, steekpenning en penningmeester en in sommige uitdrukkingen als “op de penning” ofwel gierig zijn.